# Cykl świński

Cykl świński

Cykl świński – cykl koniunkturalny powodujący okresowe wahania w poziomie produkcji i cen żywca wieprzowego.
Popyt na żywiec zależny jest od bieżących cen żywca wieprzowego, natomiast jego podaż – od relacji cen żywca do cen paszy i przesunięcia w czasie skutków podjętych na tej podstawie decyzji o zwiększeniu produkcji.
Świńska górka to chwilowa nadpodaż wieprzowiny na rynku i związany z tym spadek cen mięsa wieprzowego. Bezpośrednim powodem występowania świńskiej górki może być np. spadek cen pasz i zboża kilka miesięcy wcześniej, ewentualnie powiązany ze spadkiem cen warchlaków.
Przeciwieństwem jest świński dołek.